# Menarini Group
Menarini Group (полное наименование: A. Menarini Industrie Farmaceutiche Riunite S.r.l.) — итальянская фармацевтическая компания. Её штаб-квартира находится во Флоренции. У компании три подразделения: Menarini Ricerche (исследования), Menarini Biotech (биотехнологии) и Menarini Diagnostics (диагностика). Более 70 % выручки дают зарубежные операции.

## История
Компания была основана в 1886 году в Неаполе (Италия), с 1915 года её штаб-квартира находится во Флоренции. В 1964 году руководство компанией перешло от Марио Менарини к Альберто Алеотти. В этом же году началось расширение деятельности в другие страны с открытия лаборатории в Испании, затем были созданы филиалы в Греции, Португалии, Центральной Америке и Франции. В 1992 году была куплена немецкая компания Berlin-Chemie, что позволило Menarini выйти на рынки стран Центральной и Восточной Европы. В 2003 году было создано подразделение биотехнологий. В 2011 году была куплена компания в Сингапуре, ставшая центром операций в Азиатско-Тихоокенском регионе. В 2011 году была куплена компания Silicon Biosystems, а в 2016 году — Cell Search. В 2020 году Menarini вышла на рынок препаратов для онкобольных в США, купив компанию Stemline.
Массимилиана Ландини Алеотти и её трое детей унаследовали компанию стоимостью 11,6 млрд долларов после смерти мужа в мае 2014 года.

## Деятельность
Компания занимается разработками фармацевтических решений от сердечно-сосудистых заболеваний, онкологии, боли и воспалений, астмы. Исследования учёных компании Menarini выполняются подразделением Menarini Ricerche, которое занимается всеми стадиями исследований и разработки, — от создания новых проектов до регистрации готовых лекарственных препаратов. Menarini Biotech занимается созданием биотехнологических лекарств с ранних стадий исследования и до промышленного производства. Отдел Menarini Diagnostics — это компания в сфере здравоохранения, с международной сетью партнёров и распространителей, которая фокусируется на диабете, гематологии, клинической химии, анализе мочи и иммунологии. В 2011 году в компании был занят 13 081 сотрудник.
Компания производит продукцию на 18 фабриках: Италия (9 фабрик), Германия (Берлин и Дрезден), Испания (Барселона), Ирландия (Шаннон), Турция (Стамбул), Россия (Калуга), Индонезия (Джакарта), США (Филадельфия) и Гватемала.